# Kolymit
Kolymit ist ein sehr seltenes Mineral aus der Mineralklasse der Elemente, genauer der Metalle und intermetallischen Verbindungen. Es kristallisiert im kubischen Kristallsystem mit der chemischen Zusammensetzung Cu7Hg6 und bildet kuboktaedrische Kristalle von bis zu 5 μm Größe oder ist in Aggregaten mit Kupfer verwachsen.

## Etymologie und Geschichte
Kolymit wurde erstmals 1981 von E. A. Markova, N. M. Chernitsova, Y u. S. Borodaev, L. S. Dubakina
und O. E. Yushko-Zaldrarova in der Typlokalität, der Krokhalin-Antimon-Lagerstätte in der Region Magadan in Russland gefunden. Das Mineral ist nach dem Fluss Kolyma, an dem die Typlokalität liegt, benannt. 

## Klassifikation
In der Systematik nach Strunz wird Kolymit zu den Metallen und intermetallischen Verbindungen, einer Untergruppe der Elemente gezählt. Nach der 8. Auflage bildet dabei zusammen mit Belendorffit, Bleiamalgam, Eugenit, Goldamalgam, Luanheit, Moschellandsbergit, Paraschachnerit, Potarit, Quecksilber, Schachnerit und Weishanit eine Gruppe. In der 9. Auflage bildet es mit  Belendorffit eine Untergruppe der Quecksilber-Amalgam-Familie. 
In der Systematik nach Dana bildet es mit Belendorffit eine Untergruppe (Kupfer-Amalgam-Legierungen) der metallischen Elemente außer den Platinmetallen.

## Bildung und Fundorte
Kolymit wurde in der Schwermetallfraktion von Konzentraten gefunden, die beim Abbau von Antimonerzen anfielen. Es ist vergesellschaftet mit Kupfer, Stibnit, Berthierit, Pyrit, Arsenopyrit und Quarz. Neben der Typlokalität sind weitere Funde aus der Nähe von Copiapó in Chile, Rudabánya in Ungarn und Virginia City im US-Bundesstaat Nevada bekannt. 

## Kristallstruktur
Kolymit kristallisiert im kubischen Kristallsystem in der Raumgruppe {\displaystyle I4{\bar {3}}m} mit dem Gitterparameter a = 9,42 Å, sowie vier Formeleinheiten pro Elementarzelle.